# Peter Nordell
Peter W. Nordell (født 30. august 1966 i DuPage County, Illinois, USA) er en amerikansk tidligere roer.
Nordell vandt en bronzemedalje i discplinen otter ved OL 1988 i Seoul, sammen med Jonathan Smith, Mike Teti, Ted Patton, Jack Rusher, Jeffrey McLaughlin, Doug Burden, John Pescatore og styrmand Seth Bauer. I finalen blev amerikanerne kun besejret af guldvinderne fra Vesttyskland og af sølvvinderne fra Sovjetunionen.
Nordell vandt desuden en VM-guldmedalje i otter ved VM 1987 i København.

## OL-medaljer
- 1988:  Bronze i otter